# 衛出公
衞出公（？—前456年），即姬輒，為春秋諸侯國衞國君主之一，衞靈公之孫，為靈公長子蒯聵之子。蒯聵谋害灵公正妻南子事败，出奔，灵公意图传位小儿子公子郢，公子郢不肯，灵公死后，公子郢與南子立輒为君，前492年登基，是為出公。晋国赵简子送出公之父蒯聵回卫国爭位，出公发兵攻打自己的父亲，史称“父子争国”。
前480年，蒯聵劫持卫国大臣孔悝，逼其幫助自己發動兵變，是為衞後莊公。孔悝的家老欒甯帶著衞出公出走齊國。
前478年，趙簡子發兵驅逐了衞後莊公，改立公孫般師為衛君。但隨即齊國攻衛，改立公子起為君，是為衛君起。
前477年衞大夫石曼尃（尃，音「夫」）把衞君起流放。衞出公又返回衞國為君。當初，出公即位十二年（前481年）後逃亡，在外四年才得返國復位。
前470年，大夫褚聲子與出公因細故爭執，驅逐出公，出公逃亡，其叔父公子黔自立为君，是为衞悼公。次年出公在越、鲁、宋三国支持下回国，却被大夫們抵抗而不敢入城，最后死在越国。
| 前任： 衞靈公 衞君起 | 春秋衞國君主 前493年-前481年 前477年-前470年 | 繼任： 衞後莊公 衞悼公 |